# 7e cérémonie des Oklahoma Film Critics Circle Awards
La 7e cérémonie des Oklahoma Film Critics Circle Awards (OFCC Awards), décernés par l'Oklahoma Film Critics Circle, a eu lieu le 24 décembre 2012, et a récompensé les films réalisés dans l'année.

## Palmarès

### Meilleur film
- Argo

### Meilleur réalisateur
- Ben Affleck pour Argo

### Meilleur acteur
- Daniel Day-Lewis pour le rôle d'Abraham Lincoln dans Lincoln

### Meilleure actrice
- Jessica Chastain pour le rôle de Maya dans Zero Dark Thirty

### Meilleur acteur dans un second rôle
- Philip Seymour Hoffman pour le rôle de Lancaster Dodd dans The Master

### Meilleure actrice dans un second rôle
- Anne Hathaway pour le rôle de Fantine dans Les Misérables

### Meilleur premier film
- Benh Zeitlin – Les Bêtes du sud sauvage (Beasts of the Southern Wild)

### Meilleur scénario original
- Moonrise Kingdom – Roman Coppola et Wes Anderson

### Meilleur scénario adapté
- Argo – Chris Terrio

### Meilleur film en langue étrangère
- Amour  Autriche  France

### Meilleur film d'animation
- Les Mondes de Ralph (Wreck-it Ralph)

### Meilleur film documentaire
- Sugar Man (Searching For Sugar Man)

### Plaisir coupable
- 21 Jump Street

### Body of Work
- The Dark Knight Rises – Joseph Gordon-Levitt
- Lincoln – Joseph Gordon-Levitt
- Looper – Joseph Gordon-Levitt

### Pire film (Obviously Worst Film)
- That's My Boy

### Pire film pas si évident (Not-So-Obviously Worst Film)
- Prometheus